# Grup Vitamin
Grup Vitamin ist eine ehemalige türkische Band und war mit ihren humorvollen Texten und Melodien in den 1990er Jahren erfolgreich.

## Geschichte
Grup Vitamin wurde 1990 von Gökhan Semiz und seinen Freunden aus dem Konservatorium in İstanbul gegründet. Nur zum Vergnügen unterlegte die Gruppe Gökhans Texte mit den Melodien der aktuellen Welthits und nahm diese auf. So entstanden aus den Songs No Coke oder I Can’t Touch This die Parodien Bol Vitamin und Dokundur.
Was als reines Spaßprojekt geplant war, fand die Aufmerksamkeit von İlhan Tek. Dieser beschloss ein Album mit der Band zu produzieren. 1990 erschien bei dem Label Karneval Plak & Kaset das erste Album Bol Vitamin. Auf dem Album ist auch İzel auf einigen Songs vertreten. Produzent İlhan Tek bestätigte, dass 495.000 MCs von dem Album verkauft wurden. Inklusive Schwarzkopien und im Ausland, vor allem in Deutschland verkauften Exemplaren sei jedoch von über 3 Millionen verkauften Einheiten auszugehen. 
Anfang 1991 wurde Bol Vitamin von der Mü-YAP als meistverkauftes Album des Jahres ausgezeichnet. Im selben Jahr erschien das zweite Album Grup Vitamin unter Uras Müzik. Nach diesem Album verließen Ercan Saatçi und Ufuk Yıldırım die Band und machten als Duo unter dem Namen "Uf-Er" weiter. Auch Murat Uzunal entschied sich, die Gruppe zu verlassen.
So beschlossen Gökhan Semiz, Selçuk Aksoy, Emrah Anul und Sertaç Demirtaş ihre Karriere als Quartett weiterzuführen. Die Band blieb ihrem Konzept treu, indem sie nicht nur nationale und internationale Hits parodierten, sondern auch die Musikvideos der Künstler nachstellten. Nach den Alben Yandık Desene und Üşüttük verließ auch Sertaç Demirtaş die Gruppe. Die inzwischen aus nur noch drei Mitgliedern bestehende Band setzte ihre Karriere trotzdem erfolgreich fort. So erschien 1994 das Album Aşkın Gözyaşları, welches mit den Songs Turkish Cowboylar und Ellere Var Da Bize Yoh Mi? zwei der bekanntesten Titel der Gruppe enthält. 
1996 wurde das Musikvideo zu Takmayacaksın als Werbespot der Getränkemarke Yedigün verwendet und gewann den Preis für den besten Werbespot des Jahres. Im selben Jahr erschien ein Best-of-Album der Band mit dem Titel Deli Dolu. Neben den 10 größten Hits enthält das Album auch zwei neue Songs. 
Am 18. Oktober 1998 verstarb Gökhan Semiz im Alter von 29 Jahren bei einem Verkehrsunfall. Der Bandleader, der die meisten Songs der Gruppe schrieb, war gerade mit den Arbeiten am neuen Album der Gruppe beschäftigt. So nahmen seine Bandkollegen Emrah und Selçuk seine letzten Songs auf und brachten das letzte Album der Band „Iyi Günler Türkiye“ bei dem Label „Prestij Müzik“ heraus. Nach diesem Album löste sich Grup Vitamin im Jahr 1999 endgültig auf.

## Trivia
Nach eigenen Angaben hielt Gökhan Semiz seine Texte bis zum Tag der Aufnahme selbst vor seinen Bandkollegen geheim.
Barış Manço holte sich 1995 für den Song Müsaadenizle Çocuklar die Unterstützung vieler junger Musiker. Neben Grup Vitamin wirkten auch Burak Kut, Hakan Peker, Soner Arıca, Nâlân, das Duo Ajlan/Mine, Kerim Tekin, Jale, Tayfun Duygulu und Ufuk Yıldırım mit. 
Drei der beteiligten Künstler verstarben innerhalb von vier Jahren bei Verkehrsunfällen. Gökhan Semiz starb am 18. Januar 1998 und Kerim Tekin am 28. Juni 1998 im Alter 23 Jahren. Ajlan Büyükburç kam am 22. Juli 1999 ums Leben. Barış Manço selbst verstarb am 1. Februar 1999 an einem Herzinfarkt. Seither gilt das Musikvideo als unheilvoll.

## Diskografie

### Alben
- 1990: Bol Vitamin
- 1991: Grup Vitamin
- 1992: Yandık Desene
- 1993: Üşüttük
- 1994: Aşkın Gözyaşları
- 1995: Zeytinyağlı Yaprak Dolması
- 1998: İyi Günler Türkiye…
- 2015: Endoplazmik Retikulum

### Kompilationen
- 1996: Deli Dolu: Best Of
- 1998: Best Of 2

### Singles (Auswahl)
- 1992: İsmail (mit Ata Demirer, Original: Dr. Alban – It’s My Life)
- 1994: Turkish Cowboys
- 1994: Ellere Var Da Bize Yok Mu (Original: Harry Belafonte – Banana Boat Song)
- 1995: Al Aşkını Sok Gözüne
- 1995: Takmayacaksın

### Parodierte Songs
- Bol Vitamin – No Coke von Dr. Alban
- Dokundur – U Can’t Touch This von MC Hammer
- Rap’s Hey Hey – Hey Hey Ya Amar von İlhan Tek
- Fatoş – Jeanneton prend sa fauçille (Figarette) von Aristide Bruant
- Şaşırmayın – Bandido von Azúcar Moreno
- Cezmi – Ice Ice Baby von Vanilla Ice
- Tükürür Kaçarız! – We Will Rock You von Queen
- Hayriye – Dschinghis Khan von Dschinghis Khan
- Şimdi N’oolcek? – Hit the Road Jack von Ray Charles

## Auszeichnungen
- 1991: MÜ-YAP En Çok Satan Kaset (Auszeichnung für das meistverkaufte Album)
- 1994: Altın Kelebek Ödülleri En İyi Grup (Goldener Schmetterling als beste Band)
- 1996: Kristal Elma En İyi Reklam Ödülü (Auszeichnung für den besten Werbespot)